# Polonia en los Juegos Paralímpicos de Turín 2006
Polonia estuvo representada en los Juegos Paralímpicos de Turín 2006 por diez deportistas, siete hombres y tres mujeres.

## Medallistas
El equipo paralímpico polaco obtuvo las siguientes medallas:
| Nombre             | Deporte        | Evento                |
| ------------------ | -------------- | --------------------- |
| Oro                |                |                       |
| Katarzyna Rogowiec | Esquí de fondo | 5 km de pie femenino  |
| Katarzyna Rogowiec | Esquí de fondo | 15 km de pie femenino |
| Plata              |                |                       |
| —                  |                |                       |
| Bronce             |                |                       |
| —                  |                |                       |